# Чудук, Артур Викторович
Артур Викторович Чудук (бел. Артур Віктаравіч Чудук; род. 10 мая 1996, Макаши, Брестская область) — белорусский футболист, защитник клуба «МЛ Витебск».

## Карьера

### «Барановичи»
Начинал заниматься футболом в барановичской ДЮСШ-5. В возрасте 17 лет футболист стал привлекаться к матчам с основной команды «Барановичей», вместе с которой принимал участие во Второй лиге. В следующем сезоне 2014 года футболист вместе с клубом стал победителем чемпионата, получив прямое повышение в Первую лигу. Первый матч в Первой лиге футболист сыграл 10 мая 2015 года в матче против «Городеи», выйдя на замену на 87 минуте. Однако на протяжении сезона футболист выступал как игрок замены, большую часть матчей проведя на скамейке запасных. В 2016 году футболист пропустил сезон. В июле 2017 года футболист вернулся в барановичский клуб, однако за который провёл всего лишь пару матчей, результативными действиями не отличившись. 
В начале 2018 года футболист присоединился к «Ивацевичам», вместе с которыми выступал во Второй лиге, однако затем вернулся в «Барановичи». Первый матч за клуб футболист сыграл 12 мая 2018 года в рамках Кубка Беларуси против минского клуба «Сябар», выйдя на замену на 60 минуте. Первый матч в чемпионате футболист сыграл 11 августа 2018 года против «Слонима-2017», выйдя на поле в стартовом составе. Первым в сезоне забитым голом футболист отличился 20 октября 2018 года в матче против «Чисти». По итогу сезона футболист вместе с клубом завершил чемпионат на итоговом предпоследнем месте. В следующем сезоне 2019 года футболист вместе с клубом вылетели во Вторую лигу. По окончании сезона в конце 2019 года футболист покинул барановичский клуб.

### «Слоним-2017»
В феврале 2020 года футболист на правах свободного агента присоединился к «Слониму-2017», подписав контракт до конца сезона. В слонимском клубе футболист сразу же стал капитаном. Дебютировал за клуб футболист 18 апреля 2020 года в матче против пинской «Волны», выйдя на поле в стартовом составе. В следующем матче 25 апреля 2020 года против «Орши» футболист заработал пенальти, а также дважды был предупреждён, в следствии чего в самой концовке основного времени был удалён. По итогу сезона футболист вместе с клубом завершил чемпионат на итоговом восьмом месте. На протяжении сезона футболист выступал за слонимский клуб в роли одного из ключевых игроков, однако результативными действиями не отличился. По окончании сезона футболист покинул клуб.

### «Барановичи»
В марте 2021 года футболист на правах свободного агента присоединился к «Барановичам», подписав контракт до конца сезона. Первый матч за клуб футболист сыграл 17 апреля 2021 года против новополоцкого «Нафтана», выйдя на поле в стартовом составе. Первым забитым голом за клуб в сезоне футболист отличился 6 июня 2021 года в матче против «Орши». В матче 4 июля 2021 года против новополоцкого «Нафтана» футболист вышел на поле с капитанской повязкой, в дальнейшем оставаясь в этой роли до конца сезона. По итогу сезона футболист вместе с клубом завершил чемпионат на итоговом десятом месте. На протяжении сезона футболист выступал за клуб в роли одного из ключевых игроков, отличившись своим единственным забитым голом. По окончании сезона футболист покинул барановичский клуб.

### «Локомотив» Гомель
В марте 2022 года футболист на правах свободного агента присоединился к гомельскому «Локомотиву», подписав контракт до конца сезона. Дебютировал за клуб футболист 15 апреля 2022 года в матче против «Сморгони», выйдя на замену на 82 минуте. Первым результативным действием за клуб футболист отличился 15 мая 2022 года в матче против пинской «Волны», отдав голевую передачу. Дебютным забитым голом за клуб футболист отличился 10 июля 2022 года в матче против «Лиды». По итогу сезона футболист вместе с клубом завершил чемпионат на итоговом шестом месте в турнирной таблице. На протяжении сезона футболист выступал за гомельский клуб в роли одного из основных игроков, отличившись забитым голом и результативной передачей.
В начале января 2023 года футболист продлил контракт с гомельским «Локомотивом». Также футболист в скором времени находился на просмотре в новополоцком «Нафтане». Через несколько дней футболист вернулся в расположение гомельского клуба. Первый матч в новом сезоне футболист сыграл 2 апреля 2023 года против «Молодечно-2018», выйдя на поле в стартовом составе. Первым в сезоне голом футболист отличился 31 мая 2023 года в матче Кубка Беларуси против клуба «Сморгонь-2», также отдав голевую передачу. Первым забитым голом в чемпионате футболист отличился 22 октября 2023 года в матче против дзержинского «Арсенала». По итогу сезона футболист вместе с клубом завершил чемпионат на итоговом четвёртом месте. На протяжении сезона футболист выступал за клуб в роли одного из ключевых игроков, отличившись 2 забитыми голами и голевой передачей. В январе 2021 года футболист покинул клуб.

### «МЛ Витебск»
В феврале 2024 года футболист на правах свободного агента присоединился к витебскому «Макслайну», подписав контракт до конца сезона. Дебютировал за клуб футболист 7 апреля 2024 года в матче против гомельского «Локомотива», выйдя на поле в стартовом составе. Дебютным забитым голом за клуб футболист отличился 29 мая 2024 года в матче Кубка Беларуси против клуба «Кречет». Первым результативным действием в чемпионате футболист отличился 22 июня 2024 года в матче против минского «Энергетика-БГУ», отдав голевую передачу. Своим первым забитым голом в чемпионате футболист отличился 25 августа 2024 года в матче против «Орши». По итогу сезона футболист вместе с клубом стал серебряным призёром чемпионата, заработав прямое повышение в элитный дивизион. На протяжении сезона футболист выступал за клуб в роли одного из ключевых игроков, отличившись 3 забитыми голами и 4 голевыми передачами во всех турнирах.
В декабре 2024 года футболист продлил контракт с витебским клубом ещё на сезон. Новый сезон футболист начал с четвертьфинальных матчей Кубка Беларуси против бобруйской «Белшины», однако сам футболист остался на скамейке запасных. В полуфинальных матчах Кубка Беларуси витебский клуб уступил жодинскому «Торпедо-БелАЗ», завершив своё выступление на турнире. Дебютный матч в чемпионате футболист сыграл 28 июня 2025 года против «Гомеля», выйдя на замену на 91 минуте.

## Достижения
«Барановичи»
- Победитель Второй лиги: 2014